# Élodie Frenck
Élodie Frenck (Losanna, 31 luglio 1974) è un'attrice svizzera di lingua francese.

## Biografia
Nata a Losanna, nel Canton Vaud, da padre peruviano, di professione pediatra, e da madre francese, insegnante, si appassiona al teatro all'età di 10 anni, iscrivendosi ad una scuola di recitazione della sua città-natale. A 14 anni fa la sua apparizione nella trasmissione televisiva Tell Quel in onda sulla TSR.
Nel 1992 debutta come attrice in televisione nella serie francese Chien et chat, che ha come principali interpreti André Dussollier e Roland Giraud. Dopo aver concluso gli studi alle scuole superiori nel 1993, si trasferisce a Parigi, ed ottiene un piccolo ruolo nel film Louis, enfant roi diretto da Roger Planchon. Dopo il 2000 ha preso parte ad episodi di popolari serie televisive francesi come Alice Nevers - Professione giudice, Commissario Navarro, Il commissariato Saint Martin e Joséphine, ange gardien, ma il suo ruolo più importante è stato quello di Marlène Leroy nella serie televisiva gialla poliziesca Little Murders by Agatha Christie, dove dal 2013 è protagonista assieme agli attori Samuel Labarthe e Blandine Bellavoir, e che l'ha resa nota al pubblico. Il ruolo da lei interpretato nella serie ispirata ai romanzi di Agatha Christie le ha valso la premiazione al Festival de la Rochelle 2013 come giovane promessa femminile.
Per il cinema, tra le sue partecipazioni più significative figurano quelle nei film Wasabi (2001) e Il truffacuori (2010).

### Vita privata
È legata sentimentalmente ad un assistente alla regia francese, Hervé Ruet, da cui ha avuto due figli, Abel (2011) ed Esteban Abraham (2017).
Nel 2004 è sfuggita allo tsunami che ha devastato i paesi dell'Oceano Indiano, tra cui la Tailandia, dove l'attrice si trovava.

## Premi
- Giovane promessa femminile al Festival de la Rochelle (2013)

## Filmografia parziale

### Cinema
- Louis, enfant roi, regia di Roger Planchon (1993)
- Lautrec, regia di Roger Planchon (1998)
- Mademoiselle, regia di Philippe Lioret (2001)
- Wasabi, regia di Gérard Krawczyk (2001)
- Love Bites - Il morso dell'alba (Les Morsures de l'aube), regia di Antoine de Caunes (2001)
- Fleurs de sang, regia di Alain Tanner, Myriam Mézières (2002)
- Possession - Una storia romantica (Possession), regia di Neil LaBute (2002)
- Ma vie en l'air, regia di Rémi Bezançon (2005)
- Hellphone, regia di James Huth (2007)
- Baby Love (Comme les autres), regia di Vincent Garenq (2008)
- Il truffacuori (L'Arnacœur), regia di Pascal Chaumeil (2010)

### Televisione
- Highlander - serie TV, 1 episodio (1995)
- Il commissariato Saint Martin (P.J. - Police judiciaire) - serie TV, 1 episodio (2001)
- Commissario Navarro (Navarro) - serie TV, 1 episodio (2005)
- Joséphine, ange gardien - serie TV, 1 episodio (2005)
- Alice Nevers - Professione giudice (Alice Nevers) - serie TV, 1 episodio (2006)
- Guerra e pace (War and Peace), regia di Robert Dornhelm - miniserie TV (2007)
- I predatori della città perduta (Lost City Raiders), regia di Jean de Segonzac (2008) - film TV
- Little Murders by Agatha Christie (Les petits meurtres d'Agatha Christie) - serie TV, 23 episodi (2013-2019)
- Mary Higgins Clark: La clinica del dottor H (La Clinique du docteur H), regia di Olivier Barma (2015) - film TV
- La scogliera dei misteri (Jugée coupable) - miniserie TV (2021)
- Le indagini del comandante Saint Barth (Commandant Saint-Barth), regia di Denis Thybaud – miniserie TV (2024)
- Le due facce della legge (Face à face) – serie TV, episodio 3x07 (2025)

## Teatrografia parziale
- La bisbetica domata di William Shakespeare, regia di Pascal Goethals (1996)
- Arlecchino educato dall'amore di Marivaux, regia di Cédric Prevost (1996)
- Comme par hasard, di Élodie Frenck, Magali Giraudo e Vincent Lecoq, regia di Kên Higelin (2005)
- Jour de neige di Elsa Valensi, regia di Philippe Lellouche (2006)